# Antunovac (Lipik)
Antunovac (česky Antunovec) je vesnice v Chorvatsku v Požežsko-slavonské župě, spadající pod opčinu města Lipik. Nachází se asi 15 km severozápadně od Lipiku. V roce 2011 zde žilo 363 obyvatel. V roce 1991 bylo 3,12 % obyvatel (16 z tehdejších 512 obyvatel) české národnosti a 7,81 % obyvatel (40 obyvatel) slovenské národnosti.

## Sousední sídla
| Růžice kompasu |             | Duhovi    |           | Růžice kompasu |
| Růžice kompasu | Marino Selo | Sever     | Brekinska | Růžice kompasu |
| Růžice kompasu | Marino Selo | Antunovac | Brekinska | Růžice kompasu |
| Růžice kompasu | Marino Selo | Jih       | Brekinska | Růžice kompasu |
| Růžice kompasu |             | Poljana   | Gaj       | Růžice kompasu |